# Roland J. Green
Roland James Green (n. 2 septembrie 1944, Bradford⁠(d), Pennsylvania, SUA – d. 20 aprilie 2021, Chicago, Illinois, SUA) a fost un scriitor și editor american de science-fiction și fantasy. A publicat sub numele Roland Green și Roland J. Green și 28 de cărți din seria Richard Blade le-a publicat sub pseudonimul Jeffrey Lord.

## Operă

### Seria Wandor
- Wandor's Ride (1973)
- Wandor's Journey (1975)
- Wandor's Voyage (1979)
- Wandor's Flight (1981)

### Contribuții la universulConan Barbarul
- Conan the Valiant (1988)
- Conan the Guardian (1991)
- Conan the Relentless (1992)
- Conan and the Gods of the Mountain (1993)
- Conan at the Demon's Gate (1994)
- Conan and the Mists of Doom (1995)
- Conan and the Death Lord of Thanza (1997)

### Contribuții la universulDragonlance Warriors
- Knights of the Crown (1995)
- Knights of the Sword (1995)
- Knights of the Rose (1996)
- The Wayward Knights (1997)

### Peace Company
- Peace Company (1985)
- These Green Foreign Hills (1987)
- The Mountain Walks (1989)

### Starcruiser Shenandoah
- Squadron Alert (1989)
- Division of the Spoils (1990)
- The Sum of Things (1991)
- Vain Command (1992)
- The Painful Field (1993)
- Warriors for the Working Day (1994)

### Seria Janissaries
- Janissaries II: Clan and Crown (1982) (cu Jerry Pournelle)
- Janissaries III: Storms of Victory (1987) (cu Jerry Pournelle)
- Tran (1996) (cu Jerry Pournelle)

### Seria Richard Blade
Green a scris cărțile 9-29 și 31-37 din Seria Richard Blade (sub pseudonimul "Jeffrey Lord"). Seria a fost publicată de Pinnacle Books .

### Alte romane
- Jamie the Red (1984) (cu Gordon R. Dickson)
- Assignment - Hellhole (1983) (cu Andrew J. Offutt [sub pseudonimul "John Cleve"]) Cartea 14 din seria "Spaceways"
- The Book of Kantela (1985) (cu Frieda A. Murray)
- Great Kings' War (1985) (cu John F. Carr) sequel al Lord Kalvan of Otherwhen de H. Beam Piper
- Fantastic Adventures: The Tale of the Comet (1997)
- On the Verge (1998)
- Voyage to Eneh (2000)

### Antologii
- Women at War (1995) (cu Lois McMaster Bujold)
- Alternate Generals (1998) (cu Martin H. Greenberg și Harry Turtledove)
- Worlds of Honor (1999) (povestire Deck Load Strike)